# Nokia 130
Il Nokia 130 e il Nokia 130 Dual Sim sono due telefoni cellulari (feature phone) inizialmente prodotti a partire dal 2014 da Microsoft Mobile mentre oggi sono costruiti da HMD Global e marchiati Nokia.
Il 130 supporta una carta Mini-SIM mentre il 130 Dual Sim ne supporta due. Il costo nel mondo nel lancio è equivalente a 19 € (oggi costa 50 €) se comprato sbloccato e senza sottoscrivere un abbonamento ad una Sim, i cellulari sono disponibili nei colori rosso, nero, e bianco a seconda del mercato e della regione.
I cellulari sono stati creati per i mercati emergenti e inizialmente sono stati venduti solo in Cina, Egitto, India, Indonesia, Kenya, Nigeria, Pakistan, Filippine, e Vietnam, poi nel resto del mondo.

## Caratteristiche
I Nokia 130 funzionano con una versione aggiornata dell O.S. Series 30+. Sui cellulari sono preinstallate varie applicazioni, il gioco Snake Xenzia e il supporto alla riproduzione audio/video. Sono supportati i formati audio MP3, WAV, AAC mentre il riproduttore video legge i file MP4 (H.263).
I Nokia 130 e 130 Dual sim offrono all'utente tempi di utilizzo molto lunghi:
- Tempo di standby fino a 864 ore (36 giorni) per Nokia 130 e 624 ore (26 giorni) per Nokia 130 Dual Sim.
- Tempo di conversazione fino a 13 ore (0,54 giorni).
- Tempo di riproduzione video fino a 16 ore (0,67 giorni).
- Tempo di riproduzione musicale fino a 46 ore (1,92 giorni).